# 睦沢村
睦沢村（むつざわむら）は、山梨県中巨摩郡にあった村。現在の甲斐市北部、亀沢川流域にあたる。甲斐市役所睦沢出張所、山梨みらい農業協同組合睦沢経済センター等にその名をとどめる。

## 地理
- 河川：亀沢川

## 沿革
- 1874年（明治7年）8月30日 - 北巨摩郡亀沢村・打返村・漆戸村・獅子平村・上菅口村が合併して睦沢村となる。
- 1878年（明治11年）7月22日 - 郡区町村編制法の施行により、睦沢村が中巨摩郡の所属となる。
- 1889年（明治22年）4月1日 - 町村制の施行により、睦沢村が単独で自治体を形成。
- 1954年（昭和29年）10月17日 - 敷島町・清川村・吉沢村と合併し、改めて敷島町が発足。同日睦沢村廃止。